# William Jack
William Jack (1834-1924) va ser un matemàtic escocès.

## Vida i Obra
Jack va fer els seus estudis secundaris a l'acadèmia de Irvine i va ingressar a la universitat de Glasgow el 1848 on es va graduar el 1853. El 1855 va continuar els seus estudis a la universitat de Cambridge (Peterhouse College) on també es va graduar el 1859 com quart wrangler.
Abans de ser nomenat professor de matemàtiques a la universitat de Glasgow el 1879, va fer diferents feines: inspector d'ensenyament del sud-oest d'Escòcia (1860-1866), professor de filosofia natural del Owen's College de Manchester (1866-1870), editor del Glasgow Herald (1870-1876) i editor de l'editorial MacMillan & Co. (1876-1879).
Va ser un dels grans reformadors de l'ensenyament universitari escocès mentre va estar a la universitat de Glasgow. Jack es va retirar el 1909. Un any després, la universitat va instituir el premi William Jack per guardonar les millors tesis presentades de matemàtiques.
Jack es va casar amb la filla del regius professor d'astronomia de Glasgow, John Pringle Nichol i va ser escollit fellow de la Royal Society of Edinburgh el 1875, en la que va ser conseller de 1888 a 1891.